# جيمس إي. نيولاند
جيمس إي. نيولاند (بالإنجليزية: James E. Newland)‏ هو سياسي أمريكي، ولد في 1 مارس 1830، وتوفي في 12 مايو 1907. حزبياً، نشط في الحزب الجمهوري.